# Philipp Maximilian Opiz
Philipp Maximilian Opiz (ur. 5 czerwca 1787 w Čáslavie, zm. 20 maja 1858 w Pradze) – czeskiego pochodzenia austriacki botanik i mykolog.

## Życiorys
Był synem urzędnika austro-węgierskiego. Kontynuując rodzinną tradycję również został urzędnikiem i objął stanowisko ojca. Został przeniesiony do Pardubic, a następnie do Pragi, gdzie pracował jako specjalista ds. leśnictwa aż do emerytury. W czasie pracy kontynuował studia na Politechnice Praskiej. Nauczył się m.in. języka łacińskiego i francuskiego.
Utworzył międzynarodowe stowarzyszenie zajmujące się wymianą okazów zielnikowych, eksykatów, nasion roślin i owadów. Jego pomysł okazał się sukcesem. Klub wymiany, który założył dla Austrii i Niemiec, był pierwszym w swoim rodzaju i znalazł wielu naśladowców. Podobne instytuty powstały wkrótce w Londynie, Paryżu, a nawet w Ameryce Północnej. Przez ponad 40 lat, aż do końca życia, Opiz z niestrudzoną wytrwałością zajmował się żmudnym i nie zawsze wdzięcznym procesem wymiany tych materiałów między uczonymi, czasem dokładając do tego z własnej kieszeni. Znany był także z działalności ekologicznej. Był gorącym zwolennikiem obsadzenia wolnych przestrzeni w Pradze drzewami. W tym celu założył stowarzyszenie mające się tym zająć. Był także członkiem wielu towarzystw międzynarodowych, m.in. w Bonn, Dreźnie, Edi.

## Praca naukowa
W wolnym czasie interesował się botaniką. Podróżując po okolicy i w Karkonoszach, dokładnie poznał florę czeską, a w latach 1809–1812 dostarczał materiały do pracy opublikowanej przez prof. Johanna Emanuela Pohla: Tentamen florae Bohemiae. W latach 1811–1813 w czasopiśmie „Hesperus”, w „Wiadomościach Ekonomicznych”, później także w „Isis”, „Liebich’s Forstmann u. s.” opublikował ponad 25 krótszych lub dłuższych publikacji. Do śmierci w tych czasopismach opublikował w sumie ponad 400 artykułów. Ponadto, począwszy od 1810 r. przez 10 lat publikował zielnik rolniczy.
W 1817 r. Opiz opublikował duże dzieło Niemieckie rośliny zarodnikowe, ułożone według ich naturalnych lokalizacji. Było ono załącznikiem do Flora von Deutschland J.C. Röhlinga. W tym samym roku opublikował 8 Flora cryptogamica Bohemiae sicca. Składała się z 8 broszur po 25 gatunków w każdej. W 1823 r. pojawiły się: Böhmens phanerogamische und kryptogamische Gewächse, a w 1825 ukazały się dwie mniejsze prace: Przewodnik do oznaczania pelargonii jako fragment Prodromusa Decandolle i dodatek do Tobiasza Seitsa: Róże po ich owocach. Jednym z jego największych dzieł, napisanym z niezwykłą starannością, jest Nomenclator botanicus. Pracował nad nim od 1820 r., jednak nie zdążył go dokończyć przed śmiercią. Tylko pierwszy numer pierwszej części ukazał się w 1831 r. Jednak pozostawione przez Opiza odręczne notatki zawierają wyjątkowo dużą ilość materiału: 1466 broszur roślinnych i 1004 kartek tekstu. Stały się one własnością Muzeum Czech w Pradze. Muzeum temu Opiz przekazał jeszcze za swojego życia wszystkie swoje zbiory. W 1852 r. opublikował w języku czeskim Seznam rostlin květeny české.
W naukowych nazwach opisanych przez niego taksonów dodawane jest jego nazwisko Opiz.